# Còlit familiar
El còlit familiar (Oenanthe familiaris) és una espècie d'ocell de la família dels muscicàpids (Muscicapidae) pròpia de l'Àfrica subsahariana. Habita les sabanes tropicals, els matollars, els roquissars muntanyencs i els ambients antropitzats. El seu estat de conservació es considera de risc mínim.